# Відділ громадського порядку та безпеки
Відділ громадського порядку та безпеки, Підсекретаріат охорони громадського порядку та безпеки (тур. Kamu Düzeni ve Güvenliği Müsteşarlığı, KDGM) — спецслужба Туреччини, відділ відповідальний за контррозвідку, підсекретаріат «охорони громадського порядку та безпеки Міністерства внутрішніх справ»; зазначена спецслужба офіційно вважається «неурядовою» організацією розвідки Туреччини, але підпорядкована саме урядові Туреччини. Немає оперативних завдань, пов'язаних з безпекою. Вказана спецслужб забезпечує координацію між організаціями та установами пов'язаними з боротьбою проти тероризму, відповідає за розробку політики і стратегій в цій галузі.

## Історія
Підсекретаріат охорони громадського порядку та безпеки був організований як організація планування боротьби з тероризмом з багатовимірним і цілісним підходом на ефективне координування. Що відбувається також шляхом урахування соціальних цінностей і соціальної динаміки. Відіграє провідну роль у мінімізації тероризму за допомогою своєї політики і стратегії, що приймає перевагу закону і повагу до основних прав і свобод громадян, як принципи. Цей відділ (підсекретаріат) розпочав свою роботи з попереджуючого підходу до питань вироблення проектів, які відкриті до співпраці, що орієнтовані на прийняття рішень, пам'ятаючи про точне та ефективне спілкування має соціальну відповідальність.
Датою введення в дію даної спецслужби вважається 04 березня 2010 р. відповідно «Закону про організацію і збори громадського порядку та безпеки (Підсекретаріат)» № 5952, що для боротьби з тероризмом дав можливість розвивати відповідну політику і стратегію інституту. Пов'язані з цими питаннями цілі забезпечили координацію створеній структурі при Міністерстві внутрішніх справ Румунії; а підпорядкування прем'єр-міністрові відбулося 08 липня 2011 р.. Фактична робота з надходженням «деяких необхідних кадрів» відбулася з червня 2010 р..

## Структура
Зазначена спецслужба має секретаря, заступника з основних послуг, консультаційні і сервісні підрозділи підтримки; складається також з виконуючих спеціалізовані послуги і науково-дослідних комісій.
Дана служба оцінює результати стратегічної розвідки та надає інформацію відповідним департаментам і Секретаріатові боротьби з тероризмом, забезпечує також розвідувальні підрозділи Міністерства закордонних справ Румунії отриманням стратегічної інформації, здійснює послуги.

## Керівники
| Керівники Відділу громадського порядку та безпеки Туреччини |                      |                      |                      |
| №                                                           | Ім'я                 | Початок              | Кінець               |
| 1                                                           | Муамер Гюлер         | 12 травня 2010 р.    | 7 березня 2011 р.    |
| 2                                                           | Мехмет Ніязі Танілір | 11 березня 2011 р.   | 16 листопада 2011 р. |
| 3                                                           | Мурат Узшелік        | 16 листопада 2011 р. | 17 травня 2012 р.    |
| 4                                                           | Кудрет Бюльбюль      | 23 травня 2012 р.    | 2 серпня 2012 р.     |
| 5                                                           | Мехмет Ульві Саран   | 2 серпня 2012 р.     | 22 вересня 2014 р.   |
| 6                                                           | Мухамад Дервішоглу   | 22 вересня 2014 р.   |                      |